# Каули (Вајоминг)
Каули (енгл. Cowley) град је у америчкој савезној држави Вајоминг.

## Демографија
По попису из 2010. године број становника је 655, што је 95 (17,0%) становника више него 2000. године.
| Група             | 2000.       | 2010.       |
| Белци             | 538 (96,1%) | 619 (94,5%) |
| Афроамериканци    | 0 (0,0%)    | 0 (0,0%)    |
| Азијати           | 1 (0,2%)    | 6 (0,9%)    |
| Хиспаноамериканци | 19 (3,4%)   | 26 (4,0%)   |
| Укупно            | 560         | 655         |